# 成渝立交站
成渝立交站位于中華人民共和國四川省成都市成华区，是成都地铁2号线的地下车站。

## 车站概要
本站位于东三环路五段与金沙江路丁字路口地下，呈东西向布置，于2012年9月16日开通使用。临近成都规模最大的国铁车站——成都东站东广场，在2号线建设期间，本站曾使用工程名“站东广场站”。

## 车站结构
本站为三层（局部单层）三跨岛式站台车站，总长182.30米，有效站台长度120米，车站总建筑面积11565平方米。
| 地面      |                                  | 出入口                               | 出入口                               | 出入口                               |              |
| 地下 一层 | 西站厅                           | 安检、售票机、站内商店，接A、D出入口 | 安检、售票机、站内商店，接A、D出入口 | 安检、售票机、站内商店，接A、D出入口 |              |
| 地下 一层 | 东站厅                           | 安检、售票机、站内商店，接B、C出入口 | 安检、售票机、站内商店，接B、C出入口 | 安检、售票机、站内商店，接B、C出入口 |              |
| 地下 二层 |                                  | 2号线列车往犀浦方向 （成都东客站）   | 2号线列车往犀浦方向 （成都东客站）   | 2号线列车往犀浦方向 （成都东客站）   |              |
| 地下 二层 | 分离式岛式站台，左边车门将会开启 |                                      |                                      |                                      |              |
| 地下 二层 | 扶手电梯标志                     |                                      | 2条站台层联络通道                    |                                      | 扶手电梯标志 |
| 地下 二层 | 分离式岛式站台，左边车门将会开启 |                                      |                                      |                                      |              |
| 地下 二层 | 2号线列车往龙泉驿方向 （惠王陵） |                                      |                                      |                                      |              |

## 出入口信息
本站目前开放4个出入口。
|          |                         |                                            |      |
| 出口编号 | 设施                    | 出口指示                                   | 照片 |
|          |                         | 东三环路五段、邛崃山路、金沙江路、江安河路 |      |
| 出口 · B |                         | 外东洪路、东三环路五段                     |      |
| 出口 · C | 无障碍电梯 无障碍卫生间 | 东三环路五段、万科路                       |      |
| 出口 · D |                         | 东三环路五段                               |      |

## 大事记
- 2008年11月12日，正式开工[4]；
- 2010年5月24日，主体结构封顶[3]；
- 2012年9月16日，正式启用[1]。